# Robert Zander
Robert Zander (26 de julio de 1892 , Magdeburgo - † 8 de mayo de 1969 , Berlín ) fue un botánico, y horticultor alemán . Su máximo reconocimiento lo logró con trabajos sobre horticultura.

## Biografía
Era hijo de un comerciante horticultor que mercadeaba con todo el mundo. Estudia botánica en la Universidad de Halle.
En 1926 se ubica en la Asociación Imperial de Jardineros Germanos, organizando la nomenclatura de las plantas cultivadas. Y participa en la reorganización de su Biblioteca. En 1934 esa biblioteca se asocia con la Biblioteca de Jardinería de Alemania, pasando a llamarse "Biblioteca Alemana Combinada de Jardinería, DGG", llegando a poseer 40.000 volúmenes, siendo la cuarta mayor del mundo, y la mayor de Europa. Deja esa institución en 1936.
Durante la Segunda Guerra Mundial, permanece en esa Biblioteca bajo enormes dificultades y sin sueldo. Luego entre 1953 a 1955 fue presidente de la DGG; y editor de los varios periódicos técnicos.
Entre 1957 y 1959, trabaja con el Ministerio Federal de Agricultura, Alimentación y Forestales para una evaluación de las publicaciones periódicas. Hasta 1960 realizó evaluaciones a 432 volúmenes anuales de revistas alemanas de antes de 1900, habiendo realizado 25.000 fichas, en orden alfabético creando una base de datos en tarjetas conteniendo los nombre sbinomiales de especies, términos técnicos, sitios, nombres de familias. Para 1965 concluye exitosamente su contrato y pasa la Biblioteca al usufructo de la de la Universidad Técnica de Berlín. Pero aún permanecerá en su cargo hasta su deceso en 1969 a los 76 años.
Su más famosa obra, el "Diccionario de bolsillo de nombres de plantas", ya llega a su decimoséptima edición.
Fue miembro y secretario del "Comité International de Nomenclatura de Horticultura", y también miembro del "Grupo Alemán de Nomenclature de Horticultura". Como líder de la Biblioteca de Horticultura de la UT de Berlín, poseía extensos conocimientos de la literatura técnica.

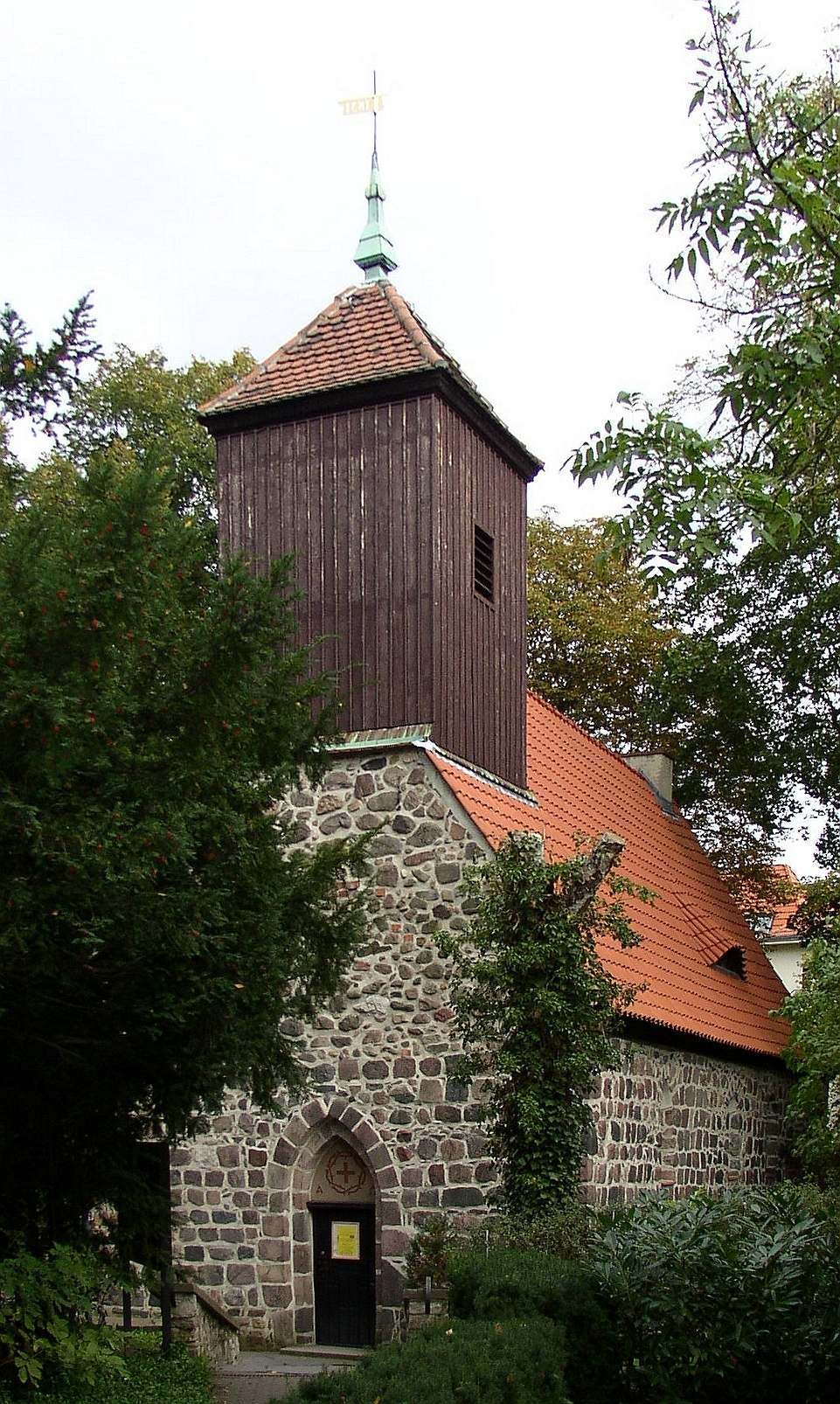
Fachada de la Iglesia de Schmargendorf, Berlín.

Su tumba se encuentra en la adyacencia de la Iglesia Evangélica Schmargendorf, y posee un memorial en su honor.

### Obra
- Beitrag zur Kenntnis der tertiären Hölzer des Geiseltals (Contribución al conocimiento de la madera Holzer de Geiseltals). In: Braunkohle. Jahrg. XXII, N.º 2, enero de 1923 (tesis de Dr. impreso en el vol. 2 del 14 de abril de 1923 pp. 17f y en el vol. 3 del 21 de abril de 1923 pp. 38f)

- Führer durch den Botanischen Garten der Universität Halle/Saale (Guía para el Jardín Botánico de la Universidad de Halle / Saale). 1925

- Handwörterbuch der Pflanzennamen und ihrer Erklärungen (Diccionario de mano de nombres de plantas y sus características. Gärtnerische Verlagsgesellschaft Berlin, Berlín (en la 7ª ed. Verlag Eugen Ulmer, Stuttgart)

- Wunder der Blüten (Milagro de las Flores). In: Weg zum Wissen. 76, Ullstein, Berlín 1927

- Leitfaden für den gärtnerischen Berufsschulunterricht. Gärtnerische Verlagsgesellschaft, Berlín 1929

- Schmarotzende Pflanzen. Brehmverlag, Berlín 1930

- Zanders großes Gartenlexikon. Ullstein, Berlín 1934

- Kluges Alphabet. Propyläenverlag, 1934/35

- Wörterbuch der gärtnerischen Fachausdrücke in vier Sprachen. Büro des Internationalen Gartenbaukongresses, Berlín 1938

- Fachwörterbuch der Konservenindustrie in acht Sprachen. Dr. Serger & Hempel, Braunschweig 1939

- Zander, R; C Teschner. Der Rosengarten, eine geschichtliche Studie durch zwei Jahrtausende. Trowitzsch & Sohn, Frankfurt/O. 1939

- Geschichte des Obstbaues. In: Trenkles Lehrbuch des Obstbaus. Bechtold & Co., Wiesbaden 1942

- Die Kunst des Pflanzenbeschreibens. Ulmer, Stuttgart 1939, 2ª ed. 1947

- Deutsch-Botanisches Wörterbuch. Ulmer, Stuttgart 1940 (2ª ed. 1947 en „Kleines Botanisches Fremdwörterbuch“)

- Die Pflanze im Liebesleben der Völker. In: Naturkunde. Hannover & Berlin-Zehlendorf 1951

- Geschichte des Gärtnertums. Ulmer, Stuttgart 1952

#### Sobre el"Diccionario de bolsillo de nombres de plantas", Handwörterbuch der Pflanzennamen
Su obra principal sobre la nomenclatura correcta botánica de los nombres de las especies botánicas.
Comenzó en 1926 impulsando la producción de este valioso léxico de bolsillo, cuando es contratado po la Asociación Imperial de Horticultura de Alemania, a Berlín para crear tal tipo de diccionario. Su primera edición fue de 1927.
Las ediciones publicadas por el autor fueron:
- 1ª ed. Berlín en 1927, con un suplemento en 1928
- 2.ª ed. Berlín en 1932
- 3ª ed. Berlín en 1936
- 4ª ed. Berlín a comienzos de 1938
- 5ª ed. Berlín a fines de 1938
- 6.ª ed. Berlín en 1940
- 7ª ed. Stuttgart en 1954
- 8ª ed. Stuttgart en 1955
- 9.ª ed. Stuttgart en 1964

De la 1ª edición a la 6ª aparece publicada en Berlín, de la 7ª a la 9ª con Eugen Ulmer Verlag en Stuttgart. Y en la 9.ª edición Zander en cooperación con Fritz Joseph Encke y con Arno Fritz Günther Buchheim.
Luego de fallecido Zander, la 10.ª edición, fue fuertemente revisada, y continuó con Eugen Ulmer Verlag en Stuttgart; y aparece Siegmund Gerhard Seybold, y desde la 16.ª edición Walter Erhardt, Erich Götz y Nile Bödeker.
- 16.ª ed. Stuttgart 2000 - Erhardt, Götz, Bödeker, Seybold
- 17.ª ed. Stuttgart 2002 - Erhardt, Götz, Bödeker, Seybold
- 18.ª ed. Stuttgart 2008 - Erhardt, Götz, Bödeker, Seybold
- 19.ª ed. Stuttgart 2014 - Erhardt, Götz, Bödeker, Seybold

## Honores

### Eponimia
- (Cactaceae) Borzicactus zanderi Backeb.[1]

- (Caprifoliaceae) Abelia zanderi Rehder[2]

- (Caprifoliaceae) Zabelia zanderi (Graebn.) Makino[3]

- (Tropaeolaceae) Tropaeolum × zanderi A.Dietr.[4]